# Маршалл (округ, Миннесота)
Ма́ршалл (англ. Marshall County) — округ в штате Миннесота, США. Административный центр и крупнейший город — Уоррен. По переписи 2000 года в округе проживают 10 155 человек. Площадь — 4695 км², из которых 4589,8 км² — суша, а 105,2 км² — вода. Плотность населения составляет 2 чел./км².

## История
Округ был основан в 1879 году.